# 刘易斯·吉布森
刘易斯·吉布森（英語：Lewis Gibson，1994年5月1日—），英国花样滑冰运动员，2023年欧洲锦标赛冰舞银牌得主、四次大奖赛奖牌得主、两次挑战系列赛金牌得主、2018年巴伐利亚公开赛冰舞金牌得主。